# واتسوویتسه
واتسوویتسه (به چکی: Vacovice) یک منطقهٔ مسکونی در جمهوری چک است که در شهرستان استراکونیتسه واقع شده‌است.
 واتسوویتسه ۲٫۵۹ کیلومتر مربع مساحت و ۷۱ نفر جمعیت دارد و ۷۰۶ متر بالاتر از سطح دریا واقع شده‌است.